# Donald Lee
(en) Statistiques sur pro-football-reference
Donald Tywon Lee (né le 31 août 1980 à Maben) est un joueur américain de football américain. Il joue actuellement avec les Bengals de Cincinnati.

## Enfance
Lee étudie au lycée de sa ville natale, la Maben High School où il joue au football américain, athlétisme et au basket-ball.

## Carrière

### Université
Il entre à l'université d'État du Mississippi et joue pour l'équipe de football américain des Bulldogs.

### Professionnel
Donald Lee est sélectionné au cinquième tour du draft de la NFL de 2003 par les Dolphins de Miami au 156e choix. Lors de sa première saison en professionnel, il joue cinq matchs comme titulaire et marque son premier touchdown. En 2004, il reçoit le poste de tight end titulaire lors de dix matchs. Il est libéré après cette saison.
Il signe avec les Packers de Green Bay pour la saison 2005 et obtient du temps de jeu après la blessure de Bubba Franks. Après deux saisons chez les Packers, il signe une prolongation de contrat de quatre ans d'une valeur de douze millions de dollars. Le 18 novembre, il marque pour la première fois de sa carrière plus d'un touchdown dans un match, en recevant deux passes pour touchdown de Brett Favre contre les Panthers de la Caroline pour une victoire 31-17. Il finit sa saison 2007 avec quarante-huit réceptions pour 575 yards et six touchdowns.
En 2008, il conserve son poste de tight end titulaire et confirme sa bonne saison 2007 en réceptionnant trente-neuf ballons pour 303 yards et cinq touchdowns. En 2009, il commence à moins jouer, jouant dix matchs comme titulaire. En 2010, il joue six matchs comme titulaire et marque trois touchdowns mais remporte son premier titre avec le Super Bowl XLV, remporté contre les Saints de la Nouvelle-Orléans. Il est libéré le 2 mars 2011.
Le 29 juillet 2011, il signe un contrat d'un an avec les Eagles de Philadelphie et reste tout le temps de la pré-saison mais il n'est pas gardé dans l'effectif définitif pour l'ouverture de la saison 2011 et est libéré le 3 septembre.
Le 14 septembre 2011, il signe avec les Bengals de Cincinnati.

## Palmarès
- Honneur académique de la conférence SEC 2000
- Vainqueur du Super Bowl  XLV